# Zanomys kaiba
Espèce
Zanomys kaiba est une espèce d'araignées aranéomorphes de la famille des Macrobunidae.

## Distribution
Cette espèce se rencontre aux États-Unis en Utah, au Nouveau-Mexique, au Colorado, en Idaho, en Oregon et au Washington et au Canada en Saskatchewan,.

## Description
Le mâle holotype mesure 2,25 mm.
Les mâles mesurent de 1,6 à 1,7 mm et les femelles de 1,55 à 1,95 mm.

## Systématique et taxinomie
Cette espèce a été décrite par Chamberlin en 1948.

## Publication originale
- Chamberlin, 1948 : « The genera of North American Dictynidae. » Bulletin of the University of Utah, vol. 38 no 15, p. 1-31.